# Джордж Клуни
Джордж Тимъти Клуни (на английски: George Timothy Clooney) е американски актьор, режисьор, сценарист и продуцент, носител на награди „Еми“, БАФТА, „Златна камера“, „Европейска филмова награда“, „Сатурн“, две награди „Оскар“, три награди „Сателит“ и четири награди „Златен глобус“, номиниран е за „Бодил“ и „Златна мечка“. Известни филми с негово участие са „От здрач до зори“, „Миротворецът“, „Тънка червена линия“, „О, братко, къде си?“, „Перфектната буря“, „Сириана“, „Бандата на Оушън“, „Потомците“, „Гравитация“, сериалът „Спешно отделение“ и други.

## Биография
Джордж Клуни е роден на 6 май 1961 г. в град Лексингтън, щата Кентъки. Баща му, Ник Клуни, е известен американски телевизионен водещ. Джордж Клуни се насочва към актьорската кариера след като не успява да се класира за място в бейзболния отбор „Синсинати редс“.
Клуни е висок 1,80 m и години наред намира място в класациите за най-красив или най-елегантно облечен мъж на годината.
Малко известен е фактът, че Джордж Клуни е племенник на известната американска певица Розмари Клуни.
Жени се на 15 декември 1989 за актрисата Талия Болсъм. След болезнената им раздяла решава да остане вечен ерген. Дори се обзалага на по 10 000 долара с Мишел Пфайфър и Никол Кидман, че няма да се ожени повторно до 40-ия си рожден ден. Когато това не се случва подновяват и удвояват залога, че Клуни няма да е баща преди 50-ата си годишнина.

### Интересен факт
През 2013 г. Клуни, заедно с Ранд Гербер (Rande Gerber) и Майкъл Мелдман (Michael Meldman), основава фирмата за производство на текила Casamigos. През юни 2017 г. компанията е продадена на Diageo за $700 милиона, като са възможни допълнителни $300 млн. в зависимост от представянето на компанията през следващите десет години.

## Избрана филмография
| година  | филм                        | оригинално заглавие        | роля                   | режисьор          |
| ------- | --------------------------- | -------------------------- | ---------------------- | ----------------- |
| 1994/99 | Спешно отделение            | Emergency Room             | д-р Дъг Рос            |                   |
| 1996    | От здрач до зори            | From Dusk till Dawn        | Сет Геко               | Робърт Родригес   |
| 1996    | Един прекрасен ден          | One Fine Day               | Джак Тейлър            | Майкъл Хофман     |
| 1997    | Миротворецът                | The Peacemaker             | Томас Дево             | Мими Ледър        |
| 1997    | Батман и Робин              | Batman & Robin             | Брус Уейн / Батман     | Джоел Шумахер     |
| 1998    | Тънка червена линия         | The Thin Red Line          | Чарли Бош              | Терънс Малик      |
| 1998    | Извън контрол               | Out of Sight               | Джак Фоли              | Стивън Содърбърг  |
| 1999    | Трима крале                 | Three Kings                | Арчи Гейтс             | Дейвид О. Ръсел   |
| 2000    | О, братко, къде си?         | O Brother, Where Art Thou? | Юлисис Евърет Макгил   | Джоел Коен        |
| 2000    | Перфектната буря            | The Perfect Storm          | Уилям (Били) Тайн      | Волфганг Петерсен |
| 2001    | Деца шпиони                 | Spy Kids                   | Девлин                 | Робърт Родригес   |
| 2001    | Бандата на Оушън            | Ocean's Eleven             | Дани Оушън             | Стивън Содърбърг  |
| 2002    | Соларис                     | Solaris                    | д-р Крис Келвин        | Стивън Содърбърг  |
| 2003    | Непоносима жестокост        | Intolerable Cruelty        | Майлс Меси             | Джоел Коен        |
| 2004    | Бандата на Оушън 2          | Ocean's Twelve             | Дани Оушън             | Стивън Содърбърг  |
| 2005    | Лека нощ и късмет           | Good Night, and Good Luck  | Фред Френдли           | Джордж Клуни      |
| 2005    | Сириана                     | Syriana                    | Боб                    | Стивън Гагхан     |
| 2007    | Майкъл Клейтън              | Michael Clayton            | Майкъл Клейтън         | Тони Гилрой       |
| 2007    | Бандата на Оушън 3          | Ocean's Thirteen           | Дани Оушън             | Стивън Содърбърг  |
| 2008    | Изгори след прочитане       | Burn After Reading         | Хари Фарер             | Братя Коен        |
| 2008    | Момичето на отбора          | Leatherheads               | Джим (Додж) Конъли     | Джордж Клуни      |
| 2009    | Фантастичният господин Фокс | Fantasic Mr. Fox           | господин Фокс          | Уес Андерсън      |
| 2009    | Високо в небето             | Up in the Air              | Райън Бингам           | Джейсън Райтман   |
| 2011    | Маската на властта          | The Ides of March          | Майк Морис             | Джордж Клуни      |
| 2011    | Потомците                   | The Descendants            | Мат Кинг               | Александър Пейн   |
| 2013    | Гравитация                  | Gravity                    | Мат Коуалски           | Алфонсо Куарон    |
| 2014    | Пазители на наследството    | The Monuments Men          | лейтенант Франк Стоукс | Джордж Клуни      |
| 2015    | Утреландия                  | Tomorrowland               | Франк Уокър            | Брад Бърд         |
| 2016    | Аве, Цезаре!                | Hail, Caesar!              | Беърд Уитлок           | Братя Коен        |
| 2016    | Пулсът на парите            | Money Monster              | Лий Гейтс              | Джоди Фостър      |
| 2024    | Измислени приятели          | IF                         | Спейсмен, астронавт    | Джон Кразински    |
| 2024    | Вълци единаци               | Wolfs                      | Джак                   | Джон Уотс         |

### Като режисьор
| година | филм                              | оригинално заглавие             |
| ------ | --------------------------------- | ------------------------------- |
| 2002   | Самопризнанията на един опасен ум | Confessions of a Dangerous Mind |
| 2005   | Лека нощ и късмет                 | Good Night, and Good Luck       |
| 2008   | Момичето на отбора                | Leatherheads                    |
| 2011   | Маската на властта                | The Ides of March               |
| 2014   | Пазители на наследството          | The Monuments Men               |
| 2017   | Субурбикон                        | Suburbicon                      |